# Каранов, Сары Каранович
Сары Каранович Каранов — советский хозяйственный, государственный и политический деятель, доктор медицинских наук, академик АН Туркменской ССР.

## Биография
Родился в 1909 году в селе Бахарден. Член КПСС.
С 1936 года — на хозяйственной, общественной и политической работе. В 1936—1970 гг. — ординатор, младший научный сотрудник Туркменского научно-исследовательского трахоматозного института, участник Великой Отечественной войны, аспирант, заведующий кафедрой, исполняющий обязанности директора, заместитель директора по научной работе Туркменского научно-исследовательского трахоматозного института.
Избирался депутатом Верховного Совета Туркменской ССР.
Умер в Ашхабаде в 1988 году.